# Trois valses romantiques
I Trois valses romantiques (Tre Valzer romantici) sono un gruppo di tre brani per due pianoforti di Emmanuel Chabrier.

## Storia
Chabrier iniziò la composizione a metà del 1880, completando i primi due valzer; il terzo non fu completato fino all'estate del 1883. Chabrier scrisse al suo amico Paul Lacome che era dannato se avesse saputo perché li stava scrivendo, poiché gli Enoch (i suoi editori) li avrebbero trovati troppo lunghi, troppo difficili; ma che pensava potessero vendere bene, in particolare alle giovani donne che suonano il piano sul serio. Myers fa notare le notevoli difficoltà tecniche per gli esecutori.
Per informare il suo editore Georges Costallat che era finalmente riuscito a finire il terzo valzer, il 3 settembre 1883 scrisse una cartolina in forma di acrostico, così:
—Oiseau qui se pare des plumes du paon. (Uccello ornato con piume di pavone.) (geai) - (ghiandaia)

—Qualification de la nommée Carabosse. (Qualificazione del nome Carabosse.) (fée) - (fata)

—Note de la gamme. (Nota della serie.) (la) - (la)

—Ousqu’il y avait un cheval de bois. (Quando ci fu un cavallo di legno.) (Troie) - (Troia)

—Peintre ordinaire de la place St Marc (Pittore abituale di Piazza San Marco). (Ziem) - (Félix Ziem)

—Eau de table. (Acqua da tavola.) (Vals) - (valzer)

Ah ! ah ! ah!

E. CH.

Ile-faulx-Hill-Luminais !
(Geai fée la Troie Ziem Vals)

## Storia delle esecuzioni
I valzer vennero dati nella loro prima esibizione pubblica alla Société Nationale de Musique il 15 dicembre 1883 con André Messager e il compositore che suonavano. In seguito Messager li avrebbe suonati con Francis Poulenc. Sono dedicati alla moglie dell'editore di Chabrier, Madame G. Costallat. Per un'esibizione nel 1887 d’Indy scrisse che Chabrier gli disse di non suonare i brani come se fossero stati scritti da un membro dell'Instituto d'Arte! Questo fu seguito da una lezione di interpretazione di Chabrier, un'ampia gamma di espressioni e dettagli interpretativi.
Claude Debussy li studiò a Villa Medicis nel 1885 con Paul Vidal, che li suonò insieme a Franz Liszt, che era in visita a Roma nel 1886. Nel 1893, alla Salle Pleyel, Maurice Ravel e Ricardo Viñes li suonarono per Chabrier che trascorse un'ora e mezzo dando loro il suo incoraggiamento e consiglio.
I valzer furono orchestrati da un sostenitore delle opere di Chabrier, il direttore e compositore Felix Mottl, che realizzò anche la versione orchestrale della Bourrée fantasque dello stesso compositore e il Wesendonck-Lieder di Wagner.

## La musica
Delage nota le molte novità nei brani: catene di none, uso metodico di scale pentatoniche nel terzo valzer e ritmi vivaci e spontanei.

### Valzer I
Il primo valzer in re maggiore è il più corto dei tre: dopo un carillon introduttivo, il valzer scorre in una forma gorgogliante.

### Valzer II
Il secondo valzer in mi maggiore è più calmo del primo, con una fanfara iniziale che anticipa la "Fête Polonaise" di Le roi malgré lui.

### Valzer III
Il terzo valzer in fa maggiore è il culmine del gruppo, dove alcuni passaggi presagiscono Debussy (Prélude à l'après-midi d'un faune, La terrasse au clair de lune dai Préludes) e Ravel (Jardin féeerique da Ma Mère l'Oie).